# 22e brigade de la Garde
 (juillet 2014).
Si vous disposez d'ouvrages ou d'articles de référence ou si vous connaissez des sites web de qualité traitant du thème abordé ici, merci de compléter l'article en donnant les références utiles à sa vérifiabilité et en les liant à la section « Notes et références ».
La 22e brigade de la Garde est une unité britannique de la Seconde Guerre mondiale.

## Historique
Cette unité fut formée à Mersah Matruh le 2 septembre 1940 comme 29e brigade d'infanterie. Elle ne reçut sa dénomination définitive que plus tard (le 20 mars 1941). Le 14 janvier 1942, elle devient la 200e brigade de la Garde. Enfin le 25 mai 1942, elle fut renommée 201e brigade de la garde motorisée. L'unité participa à toute la campagne d'Afrique du Nord avant de se rendre le 20 juin 1942 après la prise de Tobrouk par l'Afrikakorps. Elle fut recréée le 14 août en Égypte et partit pour l'Angleterre où elle devint une unité de formation des unités de la garde.

## Structure
- 3e bataillon des Coldstream Guards;
- 2e bataillon de la garde écossaise;
- 6e bataillon des grenadiers de la garde (du 7 octobre 1942 au 17 novembre 1944);
- 1er bataillon du Worcestershire Regiment (du 14 au 22 juin 1942);
- 9e bataillon de la brigade de fusiliers (du 14 janvier 1942 au 24 juin 1942);
- 1er bataillon du Durham Light Infantry.

## Commandants
Brig.=brigadier.
- Brig. AR Selby ( 26 août 1940 – 1er septembre 1940 )
- Brig. ID Erskine ( 11 février 1941 – 5 octobre 1941 )
- Brig. JCO Marriott ( 20 octobre 1941 – 17 juin 1942 )
- Brig. JA Johnson ( 17 juin 1942 – 20 juin 1942 )
- Brig. JA Gascoigne ( 14 août 1942 – 13 novembre 1943 )
- Brig. RBR Colvin ( 27 novembre 1942 – 5 janvier 1945 )
- Brig. HR Norman ( 5 janvier 1945 – 31 août 1945 )